# Castianeira crucigera
Castianeira crucigera is een spinnensoort uit de familie van de loopspinnen (Corinnidae).
De wetenschappelijke naam van de soort werd in 1847 als Herpyllus cruciger gepubliceerd door Nicholas Marcellus Hentz.